# 南天皇
南天皇（？—1459年1月24日），諱尊雅，於《南山義烈史》中稱為興福院，是日本的後南朝天皇。
他是小倉宮實仁親王的第4子，後龜山天皇之孫。
長祿之變時，有說有人奪回神璽，到奧吉野十津川奉南天皇即位。長祿2年8月，赤松氏遺臣小寺藤兵衛豐職襲擊南天皇，導致他受到重傷，在熊野八莊的野長瀨莊司橫矢盛高守護下，終於在同年12月20日在紀伊國牟婁郡神無山村光福寺（現三重縣熊野市）去世。位牌曰興福院殿南天皇都心位尊儀。
然而，這些傳說中在江戶時代的史書才開始出現，並與同時代歷料不相合，因而有人認為南天皇不是一個史實人物。
熊澤天皇稱自己為南天皇的子孫。
| 前任： 自天皇 | 日本後南朝天皇 1457年12月18日—1458年8月29日 | 繼任： 西陣南帝 |